# Berdjans'k
Berdjans'k (in ucraino Бердянськ?, in russo Бердянск?, Berdjansk) è una città ucraina (106 311 abitanti), nel distretto di Berdjans'k, nell'oblast' di Zaporižžja. Ospita l'amministrazione del distretto di Berdjans'k e  della comunità territoriale di Berdjans'k, una delle comunità territoriali dell'Ucraina..
Fino al 18 luglio 2020 Berdjans'k costituiva una città di rilevanza regionale e non apparteneva ad alcun distretto anche se era il centro amministrativo del distretto di Berdjans'k. Come parte della riforma amministrativa dell'Ucraina, che ridusse a cinque il numero di distretti dell'oblast' di Zaporižžja, la città fu integrata nel distretto di Berdjans'k.
Sorge sulla costa settentrionale del Mar d'Azov ed è anche una località famosa per i centri di benessere con i bagni di fango e trattamenti climatici. Nel 2022 è stata invasa dalle milizie della Federazione Russa.

## Storia
La città fu fondata nel 1827 con il nome di Kutur-Ogly, che nel 1830 fu cambiato in Novo-Nohaјs'k (Ново-Ногайськ). Il nome corrente fu dato alla città nel 1842. Tra il 1939 e il 1958 era conosciuta come Osypenko (Осипенко), ora invece lo stesso nome indica una città vicina.
Le maggiori istituzioni culturali e di istruzione sono il museo d'arte, il museo di scienze naturali, l'istituto pedagogico e la scuola medica. Il museo storico della città ha aperto nel settembre del 2005. Il 27 febbraio 2022, il sindaco annuncia che le truppe russe hanno preso il controllo della città.

## Sviluppo demografico
Nel 1996 la città contava 135.000 abitanti. Nel censimento del 2001, invece, si è registrato un calo sensibile: ora la popolazione ammonta a 117.000 persone.
| 1838   | 1873   | 1897    | 1900    | 1913    | 1920    | 1926    | 1933    |
| ------ | ------ | ------- | ------- | ------- | ------- | ------- | ------- |
| 3 200  | 20 800 | 26 500  | 27 200  | 35 000  | 37 000  | 26 000  | 35 900  |
| 1939   | 1959   | 1970    | 1979    | 1989    | 1996    | 2001    | 2006    |
| 51 700 | 65 000 | 100 000 | 122 000 | 132 644 | 135 000 | 121 692 | 118 707 |